# Hendrick Heuck
Hendrick Heuck of Huijck (ca. 1600 – Nijmegen, 5 december 1677) was onder meer stadsrentmeester van Nijmegen (1665-1669) en hopman van de schutterij. In 1629 huwde hij Catharina Brouwers, weduwe van Gerrit in de Betouw. Hij had tot 1655 een glasblazerij in de Sint-Jacobskapel en vanaf 1670 in Den Haag. In 1672 deserteerde hij voor het Beleg van Nijmegen maar keerde nadien weer terug in Nijmegen. 
Heuck wordt meestal genoemd als uitvinder van de gierpont. Hij baseerde zich echter op een ontwerp van Pieter Gabriels Croon uit 1599 die daar in 1600 een patent op verkreeg en enkele proefvaarten deed. Heucks gierpont, de Zeldenrust, was vanaf 1657 tot 1665 in de vaart over de Waal en was wel de eerste commerciële toepassing hiervan.
Nijmegen heeft tussen 1989 en 2010 een naar hem vernoemde Hendrik Heucksteiger gekend.
Tegenwoordig wordt bij de Nijmeegse scoutinggroep Paul Kruger al jaren de ‘Hendrik Heuck trofee’ uitgereikt aan de winnaar van grote stafactiviteiten.